# Herbert Schneider (Architekt, 1903)
Herbert Schneider (* 21. Januar 1903 in Zwickau; † 5. März 1970 in Antonshöhe) war ein deutscher Architekt.

## Leben

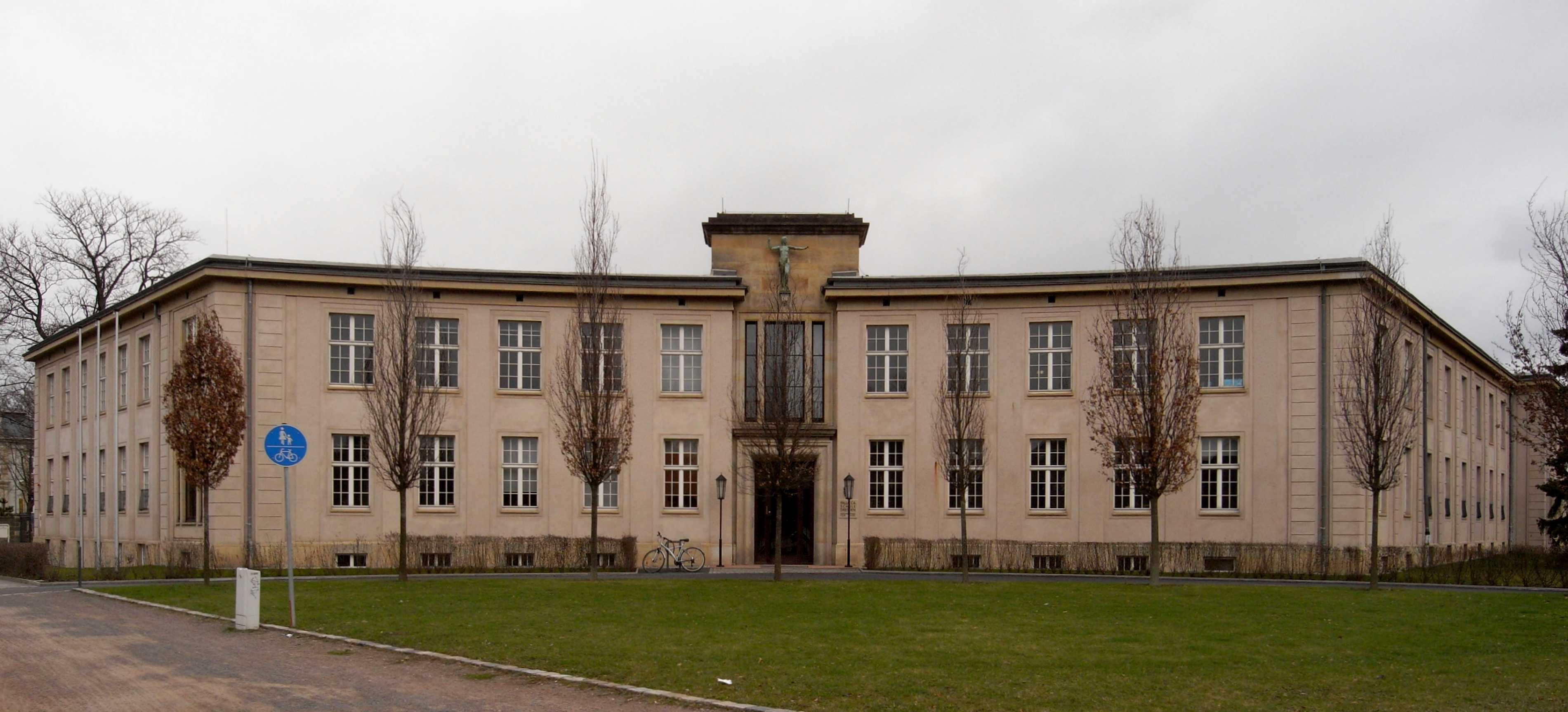
Palucca-Schule Dresden

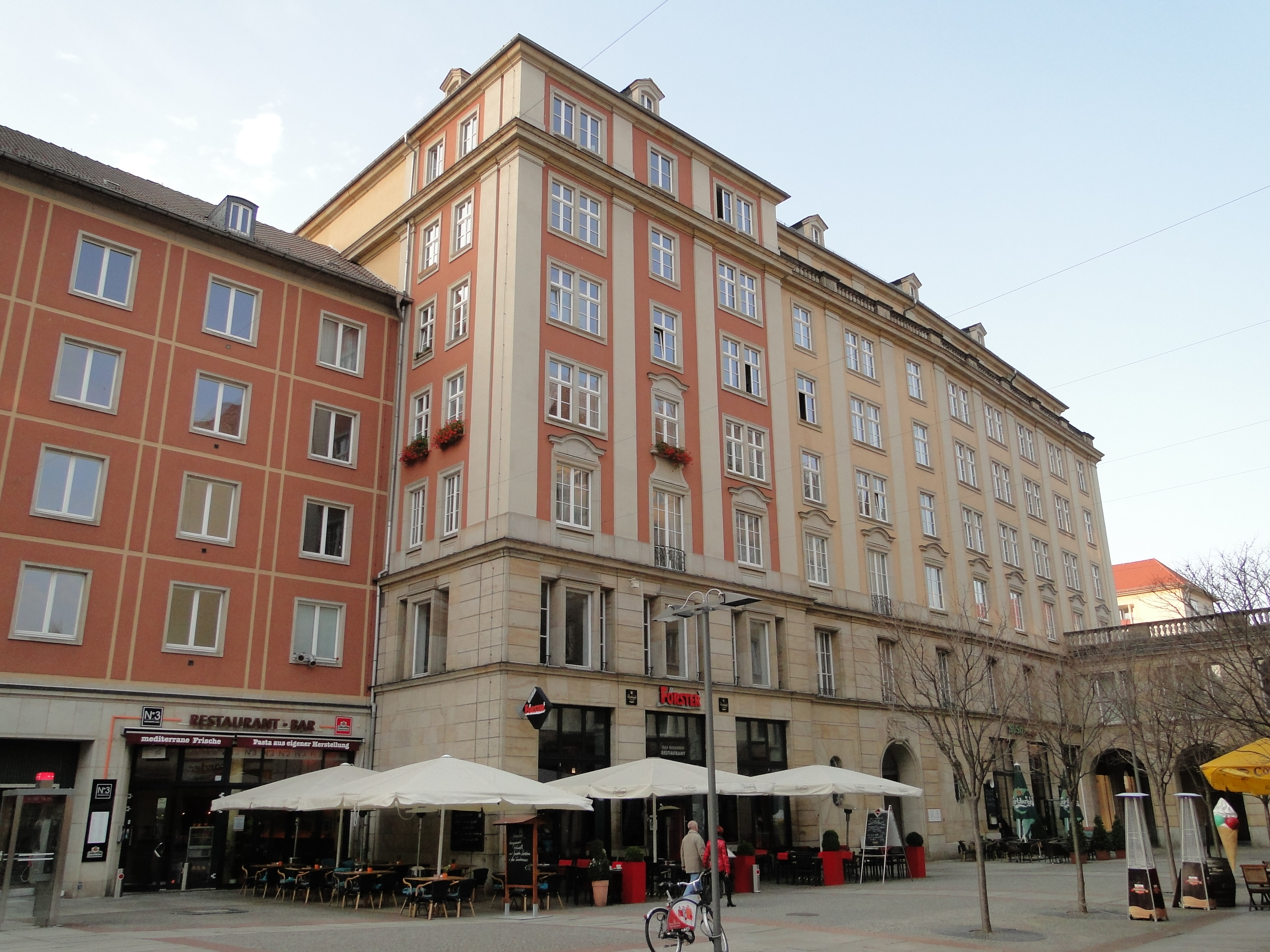
Weiße Gasse 5–7 in Dresden

Schneider besuchte in Zwickau das Realgymnasium und absolvierte eine Tischlerlehre in Hamburg. Ab 1924 studierte er an der Kunstgewerbeschule Dresden Architektur und Raumkunst. Im Jahr 1926 wurde er Meisterschüler im Bereich Architektur bei Oskar Menzel und arbeitete ab 1928 im Architekturbüro von Hans Richter in Dresden. Zwischen 1933 und 1943 war Schneider als freier Architekt tätig. Ab 1943 leistete er Kriegsdienst an der Ostfront und kehrte 1945 aus sowjetischer Kriegsgefangenschaft nach Dresden zurück.
Nach Ende des Zweiten Weltkriegs beteiligte sich Schneider an zahlreichen Architekturwettbewerben und wurde 1946 mit seinem Wiederaufbauplan für die Stadt Dresden auf der Ausstellung „Das neue Dresden“ bekannt. 1950 erhielt er eine Anstellung im Landesentwurfsbüro VEB Bauplanung Sachsen. Im Jahr 1951 wurde er Brigadeleiter im VEB Projektierung Sachsen. Er gewann am 20. November 1952 den ersten Hauptpreis im Wettbewerb zum Wiederaufbau des Dresdner Altmarkts (Gebäudekomplex Altmarkt 4–6 / Wilsdruffer Straße 15–21 und dessen Teil, dem Haus Altmarkt). Auch Walter Ulbricht lobte den Entwurf Schneiders:

„Die Entwürfe der Architekten Schneider und Rascher beweisen, dass es möglich ist, die historischen Baudenkmäler den Neubauten so maßstabgerecht einzugliedern, dass die Gesamtkomposition Dresden seine alten Ruhm als Kunststadt sichern wird.“

Von 1954 bis 1961 war Schneider Chefarchitekt für die Bereiche Zentrum, Südvorstadt und Seevorstadt der Stadt Dresden unter der Leitung von Stadtbaudirektor Liebscher. Er errichtete zahlreiche Bauwerke, darunter Wohnbauten und den Theaterbau des Kabaretts Herkuleskeule am Sternplatz. Nach seiner auch politisch motivierten Amtsenthebung als Chefarchitekt war Schneider ab 1963 Leiter der Zwingerbauhütte und setzte sich für den Erhalt historischer Bausubstanz Dresdens ein.

## Bauten (Auswahl)
- 1928: Großsiedlung Trachau (Mitarbeit)
- 1934: Wohnhaus für Margarethe Andrä in Dresden-Loschwitz, Weinleite 3[4]
- 1936: Zweifamilien-Wohnhaus Donndorfstraße 11 in Dresden[5][6]
- 1936: Musterhaus für die Dresdner Gartenschau 1936 im Großen Garten[7]
- 1936: Einfamilienhaus an der Karpatenstraße (Flurstück 201a/b) in Dresden[8]
- 1942: Verwaltungsgebäude für die Universelle-Werke Dresden, Zwickauer Straße 48–58 (mit Hans Richter)[9]
- 1949: Straßenbahnwartehalle am Fetscherplatz in Dresden
- 1950: Haus Donndorfstraße 43 in Dresden
- 1950: Jugendheim Mahlis (als angestellter Architekt im VEB Bauplanung Sachsen)[10]
- 1950: Jugendheim Homersdorf (als angestellter Architekt im VEB Bauplanung Sachsen)[10]
- 1950: Umgestaltung der Burg Hohnstein zur Jugendburg Ernst Thälmann (als angestellter Architekt im VEB Bauplanung Sachsen)[10]
- 1950–1951: Intelligenzhäuser Donndorfstraße 35, 37, 39 und 41 in Dresden, gebaut nach Typenentwürfen des Förderungsausschusses für die deutsche Intelligenz (als angestellter Architekt im VEB Bauplanung Sachsen)[11]
- 1950–1968: Wiederaufbau des Johanneums in Dresden
- 1951: Jugendheim „Martin Andersen Nexö“ an der Alaunstraße in Dresden-Neustadt (heute bekannt als Scheune)
- 1953–1954: Wohnbebauung Nürnberger Straße 13–31/10–28 in Dresden
- 1953–1955: Freilichtbühne Großer Garten
- 1953–1955: Palucca Schule Dresden
- 1953–1956: Haus Altmarkt in Dresden
- 1953–1956: Haus Altmarkt 4–6 / Wilsdruffer Straße 15–21 in Dresden
- 1954: Haus Am Pfarrlehn 3 in Dresden
- 1955–1958: Wohn- und Geschäftshäuser Borsbergstraße 23–33/16–32 in Dresden
- 1958–1961: Gebäude Ringstraße 3–11 / Wilsdruffer Straße 3–7 in Dresden
- 1959–1960: Gebäude Weiße Gasse 1–8 in Dresden
- 1963–1965: Gebäude des Kabaretts Herkuleskeule am Sternplatz in Dresden